# Julio Meinvielle
L'abbé Julio Meinvielle (1905-1973) était un théologien thomiste argentin, l'une des figures majeures, avec Hugo Wast, de l'antisémitisme catholique en Argentine au XXe siècle. Il influença fortement l'armée argentine, et fut le conseiller du Mouvement nationaliste tacuara et de la Guardia Restauradora Nacionalista.

## Parcours et idées
Après un doctorat de théologie et de philosophie à Rome, il fut ordonné prêtre en 1930, étant à la tête d'une paroisse dans le quartier de Versalles à Buenos Aires. Il enseigne à partir de 1932 aux Cursos de Cultura Católica, où il commence à entrer en contact avec les militaires ; les Cours sont décrits par Rafael Pividal, un proche de Jacques Maritain, comme « un repaire de fascistes ». En 1937, Meinvielle fonde l'Unión Scouts Católicos Argentinos (es) (USCA) afin de rivaliser avec le mouvement de scouts laïque, dont il devint le premier secrétaire.
Ecrivant dans la presse d'extrême-droite (Balcón, Cristal, Sol y Luna) quand il n'est pas chargé de la publier (Critero), il s'illustra en menant la campagne contre Jacques Maritain à la suite de son voyage en Argentine en 1936, l'accusant, lui et Lammenais, Marc Sangnier et Le Sillon, d'être des ennemis de la foi en raison de leur « libéralisme ». Il publia ainsi De Lammenais à Maritain (1945), qui fut amené au consistoire à Rome par le secrétaire du cardinal Caggiano — l'ambassadeur de France parlant alors de « toute une propagande » —, puis traduit en français par Jean Ousset et publié aux éditions de la Cité catholique en 1956,,. C'est lors de cette polémique qu'il rencontre les pères Réginald Garrigou-Lagrange et Marcel De Corte, deux néo-thomistes fortement anti-modernistes.
Meinvielle applaudit à la montée des fascismes en Europe, tout comme il applaudit le coup d'État de 1930 dirigé par José Félix Uriburu, qui initia la « Décennie infâme ». Il considérait alors l'armée comme « sauveur de la nation », thèses explicitées dans La Concepción católica de la política (1936), qui devint rapidement un classique de l'enseignement militaire, et demeure au programme des écoles militaires argentines en 2010...
Il soutenait fortement le franquisme (Qué saldrá de la España que sangra, ed. Jóvenes de la Acción Católica Argentina (es), 1937), considérant Maritain comme faisant le jeu des « rouges en Espagne », et fut influencé en retour par le national-catholicisme.
Meinvielle était un théoricien d'un antisémitisme radical, qui considérait capitalisme et communisme comme deux faces d'un même « complot juif », tandis qu'il perpétuait les accusations mythiques concernant les prétendus rituels de sang perpétrés par les juifs. S'inspirant, entre autres, de certaines thèses fortement colorées de Werner Sombart, il critiquait l'usure, attribuée, bien entendu, aux juifs, et voulait refonder le capitalisme sur des bases catholiques.
Après la Seconde Guerre mondiale, il accusa le péronisme de préparer la voie au communisme, en raison de sa politique sociale (« Las dos Argentinas » in Política argentina, 1949-1956, Trafac, 1956). Il comparait ainsi le général Perón à Kerenski ou Alcalá-Zamora.
Il est mort d'un accident de circulation sur l'avenida 9 de julio à Buenos Aires.

## Influence
Meinvielle est la figure centrale du national-catholicisme et de l'antisémitisme en Argentine, influençant générations après générations, et exerçant une attraction officielle dans les milieux militaires, qui explique en partie la teneur idéologique des dictatures successives (en particulier de la « Révolution argentine », 1966-73, et la dernière qui s'engagea dans la « guerre sale »).
Il influença fortement les idées de Jordán Bruno Genta, ainsi que, dans une moindre mesure, Mario Amadeo, Alberto Baldrich (en) et Samuel Medrano.
Dans les années 1990, le colonel carapintada (extrême-droite putschiste) Mohamed Alí Seineldín se revendiqua de Meinvielle.
Le diplomate Máximo Etchecopar (en) avait écrit dans son journal, Balcón, lors de sa formation.